# 石本美由起
石本 美由起（いしもと みゆき、男性、1924年〈大正13年〉2月3日 - 2009年〈平成21年〉5月27日）は、日本の作詞家。本名は美幸。
荒廃した戦後の日本に希望に満ちた歌詞で永遠に歌い継がれる名曲を生んだ、昭和の歌謡界を代表する作詞家の一人である。広島県大竹市立戸出身。

## 来歴・人物
幼少から喘息を患い、家に閉じこもるような生活を送る。生家は宮島や江田島など瀬戸内海を見渡せる風光明媚な場所に建ち、幾分救われる。そばにある文学は全て読んだが、なかでも北原白秋やゲーテを読みふけった。1944年、海軍大竹海兵団に入隊するが、すぐ体調を崩して岩国海軍病院に入院。慰問に来た東海林太郎の歌声に戦争に傷ついた兵士たちが瞳を輝かせるのを見て歌の魅力を知った。復員後の1946年、高橋掬太郎が主宰する歌謡同人誌『歌謡文芸』に投稿を始める。夢中になった白秋の詩『思い出』の中の一篇「ザボンのかげ」からインスピィレーションを得て「長崎のザボン売り」という詩を書き、同人誌に投稿すると、作曲家江口夜詩の目にとまり、1948年に小畑実の歌でレコード発売され大ヒットした。1950年暮れ、東京に住まいを移し、キングレコードの専属となって作詞家としてのスタートを切る。
翌1951年、作曲家上原げんとに見込まれ共にコロムビアレコードに移ったことで、上原をはじめ古賀政男、船村徹、市川昭介らの作曲家とコンビを組み、美空ひばり、島倉千代子、都はるみらの楽曲を手がける。特に美空ひばりには、大ヒットとなる「ひばりのマドロスさん」、「港町十三番地」、「哀愁波止場」、「悲しい酒」、「人生一路」などの詞を提供し、ひばり伝説の一翼を担った。美空ひばりには約200作を提供。加藤和也は「母は最後まで石本先生の歌を大事にしていた」と話し、ひばり自身が選ぶコンサートの曲には必ず石本作品があった。他に遠藤実らとこまどり姉妹のデビュー「浅草姉妹」等も手がけている。
人間に寄り添い続けた「心の詩人」。総作詞作品は3500曲以上にも及び、作詞界の大御所的存在だった。病弱で辛い青春時代を過ごしたことから、歌が持つ力と温かさを誰よりも知り抜いていた。敗戦で打ちひしがれた日本人の心を何より慰めたのは「流行歌」。戦後の復興と高度成長期を大衆とともに支えた数々の名曲を手がけた一人であった。他の代表曲には、故郷の窓から遠い空を想い続けた少年の日を思い出して書いたという「憧れのハワイ航路」や、「薔薇を召しませ」、「陽気なハーモニカ娘」、「こんなアベック見たことない」、「渡り鳥いつ帰る」、「逢いたかったぜ」、「東京の人さようなら」、「逢いたいなァあの人に」、「ソーラン渡り鳥」、「十国峠の白い花」、「おんなの海峡」、「大ちゃん数え歌」（テレビアニメ「いなかっぺ大将」主題歌）、「長良川艶歌」（日本レコード大賞）、「矢切の渡し」（日本レコード大賞）、「河内おとこ節」、「女の旅路」（日本レコード大賞）などがある。「長良川艶歌」、「矢切の渡し」は2年連続の日本レコード大賞の偉業だった。「酒場ひとり」は1992年日本作詩大賞グランプリ。
この他、大竹市立玖波小学校校歌、広島市立瀬野川中学校校歌、東広島市立八本松中学校校歌、長崎県立奈留高等学校校歌、廿日市市立大野東中学校校歌、四谷大塚塾歌「四谷大塚進学教室の歌」、広島東洋カープ応援歌「燃える赤ヘル僕らのカープ」、株式会社第一興商社歌「明日をつくる」等も手がけている。
1998年、勲三等瑞宝章受章。
晩年は糖尿病に悩まされた。2009年5月27日午前0時50分、心不全のため横浜市内の病院にて死去。85歳没。法名は「慧楽院釋醇美」。

## 新歌謡界
作詞家を志す後進の育成を目的として歌謡同人誌「新歌謡界」を主宰した。1952年6月23日発行の創刊号から1982年8月20日発行の第171号で廃刊となるまで、満30年に及ぶ長きに渡っての活動であった。
ここから星野哲郎や松井由利夫、八反ふじを、たなかゆきをらを初めとする多くの優れた才能が世に輩出されている。

## 要職
日本音楽著作権協会(JASRAC)理事長、日本音楽作家協会理事長、日本作詩家協会会長、日本音楽作家団体協議会副会長などを歴任し、私的録音録画補償金制度など音楽著作権制度の整備・発展に尽力。面倒見の良さでも知られ、広く後進の指導にもあたった。

## エピソード
"作詞界の田中角栄"の異名を持ち、1983年9月21日に東京赤坂プリンスホテルで開催された「石本美由起作詞生活三十五周年を祝う会」の発起人には各界の名士522人が名を連ね、その中には天野光晴、江崎真澄、大野明、小宮山重四郎、桜内義雄、佐藤文生、砂田重民、瀬戸山三男、高橋圭三、谷川和穂、二階堂進、西岡武夫、鳩山邦夫、福田赳夫、宮田輝、宮澤喜一、武藤山治、山口敏夫、山下元利、岡田茂、徳間康快らがおり、マスメディアから「芸能界と政財界の"相姦関係"を考察するときの資料になる」などと評された。

## 主な作品
- 青木光一
  - 柿の木坂の家
- 石川さゆり
  - 哀愁本線
- 伊藤久男
  - オロチョンの火祭り
- 岡晴夫
  - 憧れのハワイ航路
  - 逢いたかったぜ
- 五木ひろし
  - 長良川艶歌
  - 浪花盃
- 大月みやこ
  - 女の駅
- 小畑実
  - 長崎のザボン売り
  - 薔薇を召しませ
- 神戸一郎
  - 十代の恋よさようなら
- 香西かおり
  - 浮寝草
- こまどり姉妹
  - 浅草姉妹
  - ソーラン渡り鳥
- コロムビア・ローズ（初代）
  - 渡り鳥いつ帰る
- 貴船翠風
  - 小次郎無情
- 島倉千代子
  - 東京の人さようなら
  - 逢いたいなァあの人に
  - 十国峠の白い花
- 瀬川瑛子
  - 矢切りの渡し：瀬川版には送り仮名の「り」がある
- 佐藤智恵
  - 道（みち）
- ちあきなおみ
  - さだめ川
  - 矢切の渡し
- 七瀬もみじ
  - 幸せ遠まわり
  - 惜別川
- 中村美律子
  - 河内おとこ節
  - 酒場ひとり：1992年日本作詩大賞グランプリ
- 藤あや子
  - 雪深深
  - 薄幸花
- 藤山一郎
  - 憧れの東京
  - 青春ラプソディー
- 舟木一夫
  - 少女
  - あなたの故郷(ふるさと)
- 細川たかし
  - 矢切の渡し
  - 湯けむり情話
- 美空ひばり
  - ひばりのマドロスさん
  - 港町十三番地
  - 哀愁波止場
  - 悲しい酒
  - 人生一路
  - 人生将棋/一匹道中
  - ひばり仁義/この道を行く
  - ふるさと太鼓
  - 剣ひとすじ
  - 好きなのさ/酒は男の子守唄
  - 哀恋歌・さんさ恋時雨
- 都はるみ
  - さすらい小鳩
  - 馬鹿っちょ出船
  - 港町
  - おんなの海峡
- 森昌子
  - 孤愁人
  - 愛傷歌
- 吉田よしみ
  - 大ちゃん数え歌
- 天童よしみ
  - 酒きずな
- 畠山みどり
  - 無情念仏

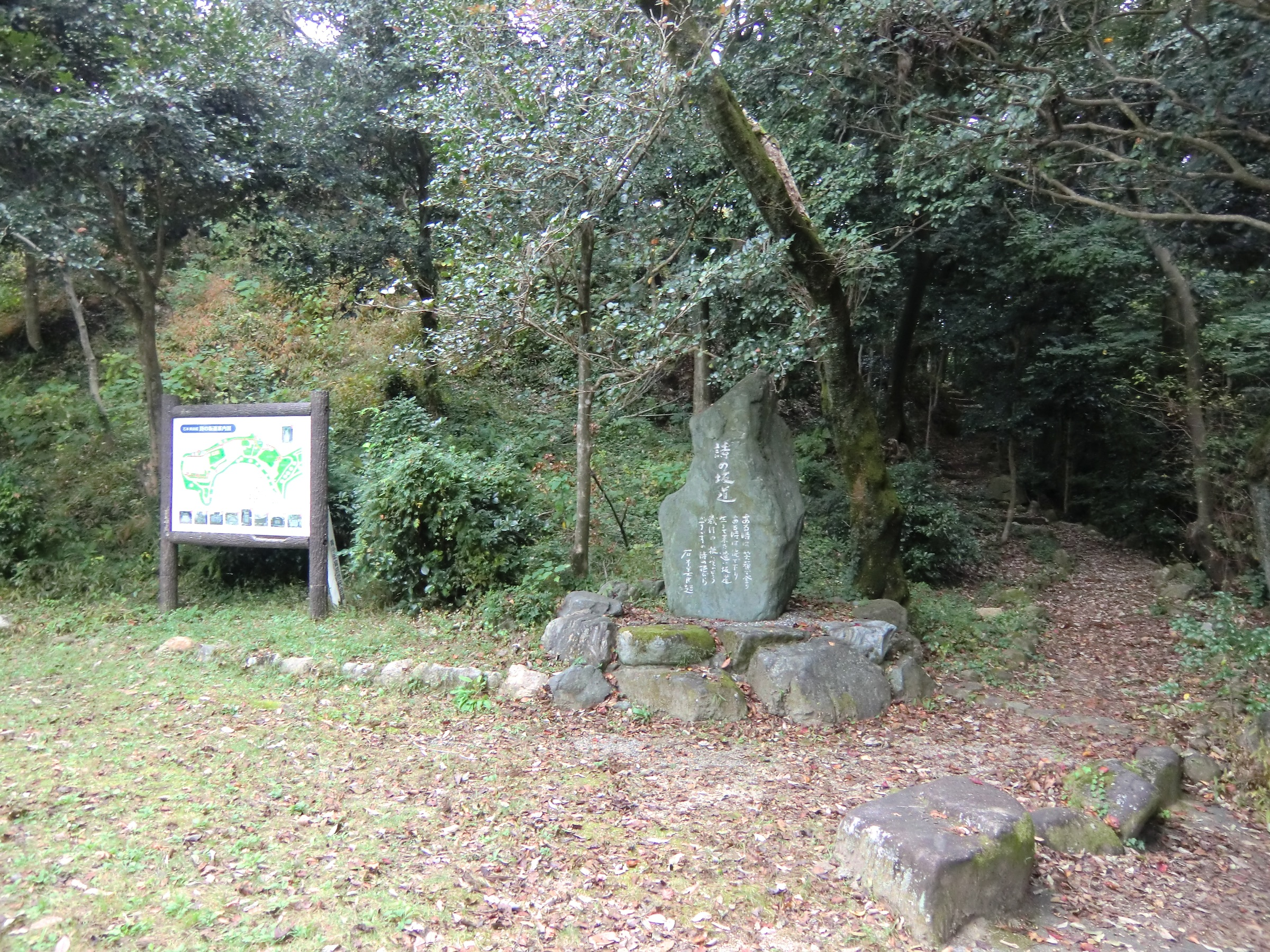
亀居公園の「詩の坂道」

- 亀居公園 - 作詞家生活40周年を記念した「詩の坂道」があり、歌碑・記念碑が設置されている[5]。